# Peru International Series
Die Peru International Series ist im Badminton eine offene internationale Meisterschaft von Peru. 2015 wurde die Meisterschaft zum ersten Mal ausgetragen. Die Peru International Series ist nicht zu verwechseln mit den höherrangigen Peru International. 

## Die Sieger
| Saison | Herreneinzel       | Dameneinzel          | Herrendoppel                  | Damendoppel                     | Mixed                                          |
| ------ | ------------------ | -------------------- | ----------------------------- | ------------------------------- | ---------------------------------------------- |
| 2015   | Kevin Cordón       | Cemre Fere           | Emre Vural Sinan Zorlu        | Lohaynny Vicente Luana Vicente  | Mario Cuba Katherine Winder                    |
| 2016   | Yusuke Onodera     | Airi Mikkelä         | Alwin Francis Tarun Kona      | Chisato Hoshi Naru Shinoya      | Mario Cuba Katherine Winder                    |
| 2017   | Luis Ramón Garrido | Daniela Macías       | Daniel Graßmück Luka Wraber   | Daniela Macías Dánica Nishimura | Mario Cuba Katherine Winder                    |
| 2021   | nicht ausgetragen  | nicht ausgetragen    | nicht ausgetragen             | nicht ausgetragen               | nicht ausgetragen                              |
| 2022   | Jonathan Matias    | Juliana Viana Vieira | Lam Wai Lok Lap Kan Kern Pong | Jaqueline Lima Sâmia Lima       | Fabrício Farias Jaqueline Lima                 |
| 2023   | Fabio Caponio      | Inés Castillo        | Rubén García Carlos Piris     | Paula Lopez Lucía Rodríguez     | Jacobo Fernandez Paula Lopez                   |
| 2024   | Misha Zilberman    | Juliana Viana Vieira | Izak Batalha Matheus Voigt    | Jaqueline Lima Sâmia Lima       | Luis Montoya Miriam Jacqueline Rodriguez Perez |